# Крузенштерн, Николай Иванович
Николай Иванович Крузенштерн (нем. Nikolai Otto Leonhard von Krusenstern; 1802—1881) — генерал-лейтенант русской императорской армии, сын адмирала Ивана Фёдоровича Крузенштерна. Возглавлял Тульскую (1847—1850) и Орловскую (1852—1854) губернии. В 1854—1856 гг. — одесский градоначальник; впоследствии сенатор.

## Биография
Родился 16 августа 1802 года в немецкой дворянской семье Эстляндской губернии.
Образование получил в Институте Корпуса инженеров путей сообщения. В военную службу вступил прапорщиком 28 мая 1820 года в военные инженеры. 30 июля 1821 года переведён в лейб-гвардии Уланский полк юнкером и 20 февраля 1823 года произведён в корнеты с назначением 29 декабря того же года на должность адъютанта к исправляющему должность начальника Главного штаба 1-й армии генерал-адъютанту барону Толю. 19 марта 1826 года произведён в поручики с утверждением адъютантом, причисленным по Гвардейскому корпусу.
10 октября 1828 года назначен адъютантом к начальнику Главного штаба Его Величества генерал-адъютанту графу Дибичу 1828 года и 8 ноября того же года произведён в штабс-ротмистры.
Принимал участие в русско-турецкой войне 1828—1829 годов на Дунае. Отличился при переправе через Дунай, а затем, состоя в отряде генерал-адъютанта Сухозанета, проявил себя в деле при рекогносцировке мыса Голотобурн под Варной. За отличие в сражении на реке Камчик награждён орденом св. Владимира 4-й степени с бантом. Далее Крузенштерн находился при осаде Силистрии и 2 июля ему была пожалована золотая сабля с надписью «За храбрость»
За храбрость и мужество, оказанные при обложении крепости Силистрии и поражении Верховного Визиря.
Затем Крузенштерн участвовал в сражениях при Шумле и при Кулевчи, перешёл вместе с главной армией через Балканы и был в деле при взятии Сливно. Вообще за отличия в этой кампании он 22 апреля 1829 года получил чин ротмистра.
Продолжая состоять при Дибиче, Крузенштерн в 1831 году принимал участие в Польской кампании и за отличия против мятежных поляков был награждён орденом св. Анны 2-й степени и польским знаком отличия за военное достоинство (Virtuti Militari) 4-й степени. 7 июля 1831 года назначен флигель-адъютантом.
1 марта 1834 года Крузенштерн был переведён в Конногвардейский полк и 22 апреля того же года произведён в полковники. 17 июля 1835 года назначен состоять в Свите Его Величества и 8 сентября 1843 года произведён в генерал-майоры Свиты Его Величества с отчислением от лейб-гвардии Конного полка.
В 1847—1850 гг. возглавлял Тульскую губернию, потом на протяжении 2 лет служил военным и гражданским губернатором Орловской губернии. В этой должности 19 апреля 1853 года произведён в генерал-лейтенанты. С 1855 года был одесским градоначальником («военным губернатором») и вскоре, 26 августа 1856 года, назначен сенатором — присутствовал во 2-м отделении 3-го департамента. Вышел в отставку 9 октября 1866 года.
Скончался 2 декабря 1881 года. Похоронен в поместье Завалино (Владимирская область), которое издавна принадлежало предкам его жены Елизаветы Фёдоровны (1821—1892) — единственной дочери и наследницы генерала Ф. В. Акинфова. Бездетные супруги удочерили племянницу Николая Ивановича — Эмилию (в замужестве Ненарокова).

## Награды
Российские:
- Орден Святой Анны 3-й степени (14.04.1828)
- Орден Святого Владимира 4-й степени с бантом (1829)
- Золотая сабля с надписью «За храбрость» (1.8.1829, по другим данным — 2.7.1829)
- Орден Святой Анны 2-й степени (1831, императорская корона к нему — 1833)
- Польский знак отличия за военное достоинство (Virtuti Militari) 4-й степени (1831)
- Орден Святого Станислава 2-й степени (1833)
- Орден Святого Владимира 3-й степени (1837)
- Орден Святого Георгия 4-й степени (17.12.1844 — за беспорочную выслугу 25 лет в офицерских чинах, № 7138 по кавалерскому списку Григоровича — Степанова)
- Орден Святого Станислава 1-й степени (1849)
- Орден Святой Анны 1-й степени (27.03.1855)

Иностранные:
- Турецкая золотая медаль (1833)
- Прусский Орден Святого Иоанна Иерусалимского (1835)
- Прусский Орден Красного орла 3-го класса (1835)
- Гессен-Дармштадтский Орден Людвига 2 ст. со звездой (1841)
- Датский Орден Данеброг 1 ст. (1844)